# 흐론강

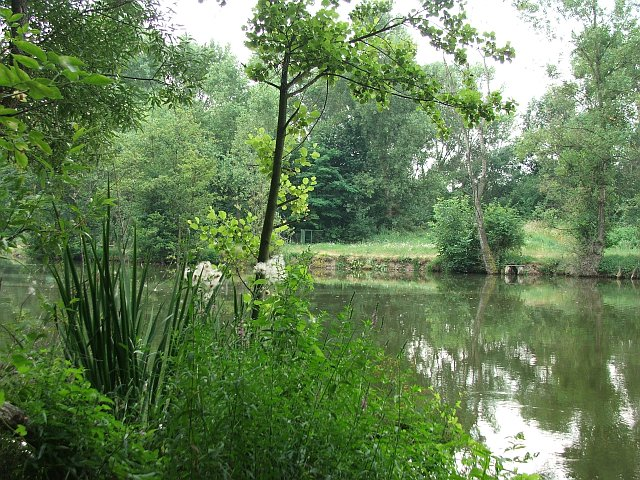
흐론강

흐론강(슬로바키아어: Hron)은 슬로바키아 중부와 남부에 위치한 강으로 길이는 298 km, 유역 면적은 5,453 km2, 평균 유속은 53.7 m3/s이다. 도나우강 좌안에 위치한 강이자 슬로바키아에서 2번째로 긴 강으로서 저타트리산맥에서 발원하여 도나우강과 합류한다. 흐론 강과 접한 주요 도시로는 반스카비스트리차, 즈볼렌, 지아르나트흐로놈 등이 있다.